# ねこまんまっ!! from お月ちゃんのうた
ねこまんまっ!! from お月ちゃんのうた（ねこまんまっ フロム おつきちゃんのうた）は、2024年12月に結成され、2025年2月にCDデビューしたアイドルグループ。

## 来歴
テレビ東京系バラエティ番組『月ともぐら』に出演する「お月ちゃん」のメンバーがアイドルとして活動する「お月ちゃんのうた」プロジェクト第2弾として結成。メンバーは小野六花、川越にこ、佐々木さきの3人で、2024年10月25日開催の『舞台版 月ともぐら 第2回 胸キュンコラボグランプリ』のラストにて発表された。グループ名は3人もこの時に初めて知らされ、「私たち、ごはんですか…？」「どう “ねこまんま” になり切ろうか迷います」とリアクションしている。その由来についてFMぱるるん『PUSH UP MUSIC』にて「（第1弾グループのMi LUNAが横文字なので）みんなに覚えてほしいので馴染みのある言葉になった」と小野は話している。
1stシングル「好き好きSelfish♡」は2024年12月28日に配信開始・ミュージック・ビデオが公開された。
CDは、2025年2月5日に発売。当日は東京・エンタバアキバ by SHINSEIDOにてMi LUNA from お月ちゃんのうたと合同ミニライブを行い、これが客前初ライブとなった。
3人の中では小野が唯一結成前にCDリリース経験を持つ。3人の選出基準は身長が同じくらいだから（小野148㎝、川越150㎝、佐々木150㎝）。
それぞれ個人活動もあるため、レコーディング段階では3人全員がそろうことがなく、ミュージックビデオ撮影で結成以来初めて3人がそろったことが明かされている。
目標について小野は「セクシーの業界はそこでしかお仕事できないというイメージがあると思います。その枠の外に飛び出していろんな事ができるんだよということを知ってもらいたい」と語っている。
2025年4月9日、Mi LUNAとともにジェクス「ZONE」 PRアンバサダー就任。 

## メンバー
- 小野六花（おの りっか）
- 川越にこ（かわごえ にこ）
- 佐々木さき（ささき さき）

※所属事務所は個人により異なる。プロフィールは各々の個人項目参照。

## 作品

### シングル
- 好き好きSelfish♡（2024年2月28日配信開始、（2025年2月5日、ファンタズムレコーズ）作詞：merrycity、作曲：Yuu、編曲：遠藤佑
  - darling　作詞・作曲：Ocaca、編曲：遠藤佑

CDはグループショットver.のほか各メンバー単独ジャケットver.を含む4形態で発売。

## 出演

### テレビ
- 月ともぐら（2023年 - 、テレビ東京）
- ミュージックブレイクーRecommend Tuneー（2025年2月20日、テレビ東京）

### ラジオ
- ゆうらぶ（2025年1月14日、1月16日、FMとよた） - 佐々木さきコメント
- ピックアップミュージック（2025年1月18日 - 31日、FMひたち） - 佐々木さきコメント[10]
- ラジオのアナ～ラジアナ（2025年2月6日、FM NACK5） - 川越にこのみ
- Next BEATune「PUSH UP MUSIC」（2025年2月15日、FMぱるるん）
- ヨコオケイタ♡ハートフライデー（2025年2月21日、FMたちかわ）

## 関連リンク
- Mi LUNA from お月ちゃんのうた - 姉妹グループ